# Australian Open 1969
Wielkoszlemowy turniej tenisowy Australian Open w 1969 roku rozegrano w Melbourne w dniach 20 - 27 stycznia.

## Zwycięzcy

### Gra pojedyncza mężczyzn
- Rod Laver (AUS) - Andres Gimeno (ESP) 6:3, 6:4, 7:5

### Gra pojedyncza kobiet
- Margaret Smith Court (AUS) - Billie Jean King (USA) 6:4, 6:1

### Gra podwójna mężczyzn
- Rod Laver (AUS)/Roy Emerson (AUS) - Ken Rosewall (AUS)/Fred Stolle (AUS) 6:4, 6:4

### Gra podwójna kobiet
- Margaret Smith Court (AUS)/Judy Tegart Dalton (AUS) - Rosie Casals (USA)/Billie Jean King (USA) 6:4, 6:4

### Gra mieszana
- Margaret Smith Court (AUS)/Marty Riessen (AUS) - Ann Haydon-Jones (GBR)/Fred Stolle (AUS)